# A Republikanska futbolna grupa 1967-1968
La A Republikanska futbolna grupa 1967-1968 fu la 44ª edizione della massima serie del campionato di calcio bulgaro concluso con la vittoria del Levski-Spartak Sofia, al suo decimo titolo.
Capocannoniere del torneo fu Petăr Žekov del PFC Beroe Stara Zagora con 31 reti.

## Formula
Come nella stagione precedente le squadre partecipanti furono sedici e disputarono un turno di andata e ritorno per un totale di trenta partite.
Le ultime due classificate retrocedettero in B RFG.
Le squadre ammesse alle coppe europee furono quattro: i campioni nazionali alla Coppa dei Campioni 1968-1969, la vincitrice della Coppa di Bulgaria alla Coppa delle Coppe 1968-1969 più due ulteriori club di Plovdiv e di Sofia alla Coppa delle Fiere 1968-1969.

## Classifica finale
|    | Classifica                     | G  | V  | N  | P  | GF | GS | Dif | Pt |
| -- | ------------------------------ | -- | -- | -- | -- | -- | -- | --- | -- |
| 1  | Levski-Spartak Sofia           | 30 | 18 | 9  | 3  | 61 | 29 | +32 | 45 |
| 2  | CSKA Septemvriysko zname Sofia | 30 | 18 | 6  | 6  | 63 | 27 | +36 | 42 |
| 3  | PFC Lokomotiv Sofia            | 30 | 18 | 4  | 8  | 65 | 40 | +25 | 40 |
| 4  | Spartak Sofia (CB)             | 30 | 16 | 6  | 8  | 49 | 38 | +11 | 38 |
| 5  | PFC Slavia Sofia               | 30 | 13 | 8  | 9  | 49 | 41 | +8  | 34 |
| 6  | Trakia Plovdiv (C)             | 30 | 10 | 10 | 10 | 52 | 49 | +3  | 30 |
| 7  | Krakra Pernishki Pernik        | 30 | 11 | 6  | 13 | 39 | 59 | -20 | 28 |
| 8  | Botev Vraca                    | 30 | 11 | 5  | 14 | 55 | 40 | +15 | 27 |
| 9  | PFC Lokomotiv Plovdiv          | 30 | 11 | 5  | 14 | 47 | 42 | +5  | 27 |
| 10 | PFC Beroe Stara Zagora         | 30 | 12 | 3  | 15 | 56 | 57 | -1  | 27 |
| 11 | PFC Cherno More Varna          | 30 | 10 | 6  | 14 | 43 | 43 | 0   | 26 |
| 12 | Dobrudzha Tolbuhin             | 30 | 8  | 9  | 13 | 36 | 50 | -14 | 25 |
| 13 | PFK Spartak Pleven (N)         | 30 | 9  | 7  | 14 | 43 | 61 | -18 | 25 |
| 14 | PFC Chernomorets Burgas        | 30 | 9  | 7  | 14 | 35 | 53 | -18 | 25 |
| 15 | PFC Sliven (N)                 | 30 | 9  | 6  | 15 | 38 | 57 | -19 | 24 |
| 16 | Maritsa Plovdiv (N)            | 30 | 6  | 5  | 19 | 29 | 74 | -45 | 17 |

- (C) Campione nella stagione precedente
- (N) squadra neopromossa
- (CB) vince la Coppa nazionale

### Verdetti
- Levski-Spartak Sofia Campione di Bulgaria 1967-68.
- PFC Sliven e Maritsa Plovdiv retrocesse in B PFG.

### Qualificazioni alle Coppe europee
- Coppa dei Campioni 1968-1969: Levski-Spartak Sofia qualificato.
- Coppa delle Coppe 1968-1969: Spartak Sofia qualificato.
- Coppa delle Fiere 1968-1969: PFC Slavia Sofia e Trakia Plovdiv selezionati in rappresentanza di Plovdiv e, da questa stagione, di Sofia.